# Tunnel d'El Achir
Le tunnel El Achir est un tunnel ferroviaire à double voie situé au niveau de la wilaya de Bordj Bou Arreridj (Algérie) dans les deux communes de El Achir et Mansoura. Il est situé sous le Theniet El Merdj, en Algérie.

## Historique
La réalisation  du premier tunnel à voie unique de 2 250 mètres débute en 1881 afin de permettre le passage de la voie ferrée. Sa mise en service a lieu en 1886.
Les travaux d'un nouveau tunnel débutent au mois de décembre 1996. Le 27 juin 2002, un nouveau tunnel à double voie de 5 202 mètres à El Achir est mis en service avec une section intérieure circulaire d´un rayon de 5,30 mètres et d´un radier en forme de voûte inversée de 12 mètres de rayon. Il s'agit du plus grand tunnel ferroviaire d'Afrique.
- Maître d'ouvrage : SNTF
- Maîtrise d'œuvre : la société française Coyne et Bellier
- Financement : Banque africaine de développement (BAD).
- Montant : total global de près de 12 milliards DZD.
- Entreprise de réalisation : groupement Lési-Dipenta et Géodata.